# Jefferson Davis megye (Louisiana)
Jefferson Davis megye az Amerikai Egyesült Államokban, azon belül Louisiana államban található. Megyeszékhelye és legnagyobb városa Jennings. Lakosainak száma 32 250 fő (2020. április 1.). Jefferson Davis megye Cameron, Allen, Evangeline, Acadia, Vermilion, Calcasieu és Beauregard megyékkel határos.

## Népesség
A megye népességének változása:
| Lakosok száma | 31 638 | 31 580 | 31 439 | 31 301 | 31 439 | 32 250 |
|               | 2010   | 2011   | 2012   | 2013   | 2015   | 2020   |